# Рязановское кладбище
Ряза́новское кладбище — несуществующее православное старообрядческое кладбище в Екатеринбурге. Располагалось в юго-восточной части города в границах улиц Луначарского (до революции 1917 г. — ул. Васенцовская) — Большакова (до революции 1917 г. — ул. Болотная) — Кузнечная (до революции 1917 г. — ул. Ку́зничная) — Тверитина (до революции 1917 г. — пер. Архиерейский).
Кладбище получило своё название по фамилии известных екатеринбургских купцов Рязановых — старообрядцев, некоторые из них продолжительное время были городскими головами.
На кладбище покоились представители династий Рязановых, а также — Зотовых, Харитоновых, Петровых и др. Они были представителями промышленников, купцов, интеллигенции, которые в XVIII—XIX веках внесли огромный вклад в строительство и развитие Екатеринбурга и Урала. Ряд представителей старообрядцев, в том числе Рязановы, продолжительное время были городскими головами (выбирались гражданами для управления городом).
По данным екатеринбургского краеведа Некрасова В. Г. в этом месте было захоронено 14 бывших глав г. Екатеринбурга.

## История
В 1781 году в Екатеринбурге были закрыты (и застроены) первые стихийно возникшие городские кладбища, находившиеся вдоль Вознесенского проспекта, по обеим сторонам Главного проспекта. Новое старообрядческое кладбище создается на участке между будущими улицами Васенцовской, Кузнечной, Ночлежной и Болотной. В начале XIX века на территории кладбища выстроена каменная старообрядческая часовня.
В 1847 году, после переполнения старообрядческого кладбища в районе современных улиц Луначарского и Тверитина, по Сибирскому тракту власти Екатеринбурга отвели землю под новое кладбище с расчетом на погребение усопших двух единоверческих приходов города — Иоанно-Златоустовского (Свято-Троицкого) и Спасского. Первое старообрядческое кладбище располагалось в 150 саженях за Сибирской заставой и было предназначено для старообрядцев часовенного согласия. В 30 саженях за ним появилось другое старообрядческое кладбище. В 1858 году на кладбище старообрядцев часовенного согласия появилась каменная часовня, а в 1862 г. к нему была дополнительно прирезана (ближе к городу) земля для кладбища старообрядцев Белокриницкого согласия.

#### «Рязановская больница»
За два года до смерти А. Т. Рязанов начал ходатайствовать об устройстве в Екатеринбурге женской богадельни на принадлежавшей ему земле с северной стороны древнего старообрядческого кладбища. Он предназначал этот приют «для призрения убогих, увечных и престарелых, не имеющих пропитания, вдов и сирот, в Екатеринбурге находящихся» и обязался выстроить за свой счет помещение для богадельни на 20 мест, обеспечить его мебелью, посудой и другими необходимыми принадлежностями. Кроме того, он планировал внести в банк на «вечные времена» 5 тыс. руб. серебром, проценты с которых пойдут на содержание приюта. После открытия заведение должно было перейти в заведование правительства.
Богадельню А. Т. Рязанов так и не успел открыть. Уже после его смерти, 16 июня 1864 года, на том же самом месте была открыта «Рязановская больница», строительство которой обошлось Рязановым в 6 тыс. рублей. Содержалась она на средства коммерции советницы Анны Семеновны Рязановой. Первоначально в больнице было 15 коек, и предназначались они для неимущих граждан. В городе она пользовалась доброй славой благодаря чистоте и заботе персонала о больных. Интересная подробность: при больнице завели огород, а в хлеву держали корову — свежие овощи и молоко поступали на стол больным. После смерти Анны Семеновны попечителем больницы стал Виктор Аникиевич Рязанов. Регулярную финансовую помощь ей оказывала К. А. Баландина, которая вела активную работу в российской организации Красного Креста и постоянно отчисляла деньги на детский приют; была действительным членом Екатеринбургского благотворительного общества и одно время его председателем (1882—1887 гг.).

### Советский период
На кладбище находилось две часовни, одна была каменной, а вторая — деревянной, они были снесены в советское время. После на месте кладбища начали строить жилые дома, — рушили не только церкви, но и захоронения. В 1980-х гг. было завершено строительство многокорпусного дома — Большакова, 22. На этом истязания кладбища прекратились, оставалась незастроенной его западная часть ближе к улице Луначарского.

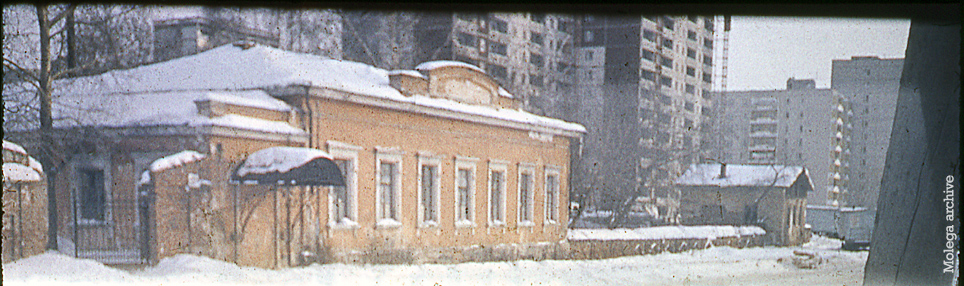
Луначарского — Тверитина. Рязановская больница (была учрежденная в 1864 г. супругой А. Т. Рязанова Анной Семеновной) при Рязановском старообрядческом кладбище. Справа от больницы домик — это сторожка Рязановского кладбища, возле неё находились главные ворота для въезда на территорию кладбища. На заднем плане — строительство жилых домов по улице Большакова, 22/1 и 22/2. Фото 1987 г.

### Период с 1990-х
В 1990-х и над этим участком нависла угроза, однако жильцам дома № 22 удалось тогда добиться отмены строительства из-за точечной застройки. Спустя 10 лет это им уже не удалось — «вертикаль власти» дала свои результаты. Жильцы писали в надзорные органы, встречались с Крицким, Чернецким — но все бесполезно.
На защиту кладбища встали сотрудники «НПЦ по охране и использования памятников истории и культуры Свердловской области». Они добились, чтобы Министерство культуры Свердловской области предписало застройщику остановить строительство на территории т. н. выявленного объекта культурного (археологического) наследия. Затем была целая череда арбитражных судов — застройщик выступил в качестве истца, но, в конечном счете проиграл, решением ВАС было подтверждено правомочность действий Министерства культуры Свердловской области. Однако Министерство не спешило доводить дело до конца — взять объект на госохрану в соответствии с действующим законодательством. Строители, в свою очередь, не выполнили требование предписания и продолжили свои работы.
Таким образом, по данным НПЦ по охране и использованию памятников истории и культуры Свердловской области, ПСК «Урал-Альянс» нарушила не только требования согласования в историческом городе, а ряд законов об охране памятников истории и культуры, в том числе Федеральный закон № 73 «Об объектах культурного наследия (памятниках истории и культуры) народов РФ», а также ФЗ «О погребальном деле» России, а также совершила акт вандализма, уничтожив православные захоронения.
Есть задокументированные свидетельства обнаружения костных останков на месте стройки. Застройщик вывозил кости на грузовиках (даже не перезахоранивал, не говоря уже о том, что никуда не сообщал) и сваливал куда-попало.
Сейчас на бывшей западной территории Рязановской больницы и кладбища размещается новый жилой дом, детская площадка и автопарковка с подземным гаражом. К великому сожалению это памятное место никак не отмечено в городской среде, нет даже простой мемориальной доски. По некоторой информации под землей до сих пор остаются старинные захоронения.